# Ceratophysella planipila
Ceratophysella planipila är en urinsektsart som beskrevs av Riozo Yosii 1966. Ceratophysella planipila ingår i släktet Ceratophysella och familjen Hypogastruridae. Inga underarter finns listade i Catalogue of Life.